# Madhya Pradesh
Madhya Pradesh (hindi मध्य प्रदेश) és un estat de la Unió Índia. És situat al centre del país, al nord del Dècan, entre els estats de Rajasthan, al nord-oest, Uttar Pradesh, al nord, Bihar, a l'est, Orissa, al dud-est, Andhra Pradesh, Vidarbha i Maharashtra, al sud, i Gujarat, a l'oest.

## Geografia física
Inclou la part superior de les conques del Narbadā i Mahānadi i és accidentat pels monts Mahādev i Maekal. De clima monsònic, l'estiu és calorós, sec d'abril a juny i plujós de juliol a setembre, i els hiverns són suaus. Les pluges són elevades (1 000 a 1 300 mm anuals).

## Població
La població és hinduista i parla majoritàriament hindi (85,3%), amb algunes minories de parla bhili (3,3%) i gondi (2,2%). Les ciutats principals són Bhopāl, Indore, Gwalior i Jabalpur, amb més de 300 000 habitants, i Ratlām, Sāgar i Ujjain, amb més de 100 000.

## Economia
L'agricultura ocupa la major part de la població, amb conreus d'arròs, blat i mill. El cotó té uns alts rendiments als sòls negres de Malwa. El bosc cobreix prop d'un 30% de la superfície de l'estat. Té mineral de ferro al SE (un dels jaciments més importants del país), carbó, manganès, bauxita i diamants. La indústria, en expansió, comprèn una important acereria a Bhilai, indústries mecàniques a Gwalior i Jabalpur, de material elèctric a Bhopāl, del paper a Nepanagar, tèxtils cotoneres a Ujjain i Indore, del ciment i alimentàries.

## Formació de l'Estat
L'estat fou creat l'1 de novembre de 1956 amb 70 districtes de les Províncies Centrals i Berar, 16 districtes de l'estat de Madhya Bharat (una unió de 25 estats natius), 8 districtes de Vindhya Pradesh (35 estats natius del Bundelkhand i Rewa units el 1948), 2 districtes de l'Agència de Bhopal i la subdivisió Sironj del districte de Kotah al Rajasthan. És l'estat més gran de l'Índia i contràriament a d'altres és purament hindú.

### Partits polítics
- Ajeya Bharat